# Farlige kys
Farlige kys er en dansk film fra 1972 instrueret og skrevet af Henrik Stangerup. Lotte Tarp vandt en Bodil for bedste kvindelige hovedrolle i 1973 for sin rolle som Birthe Kold.

## Medvirkende
- Lotte Tarp
- Erik Wedersøe
- Jens Østerholm
- Anne-Lise Gabold
- Lisbeth Movin
- Hans Christian Ægidius
- Steen Kaalø
- Vera Gebuhr
- Gerda Madsen
- Manja Mourier
- Elsebeth Reingaard
- Peter Ronild
- Lise Schrøder
- Inger Stender